# Un bel dì, vedremo

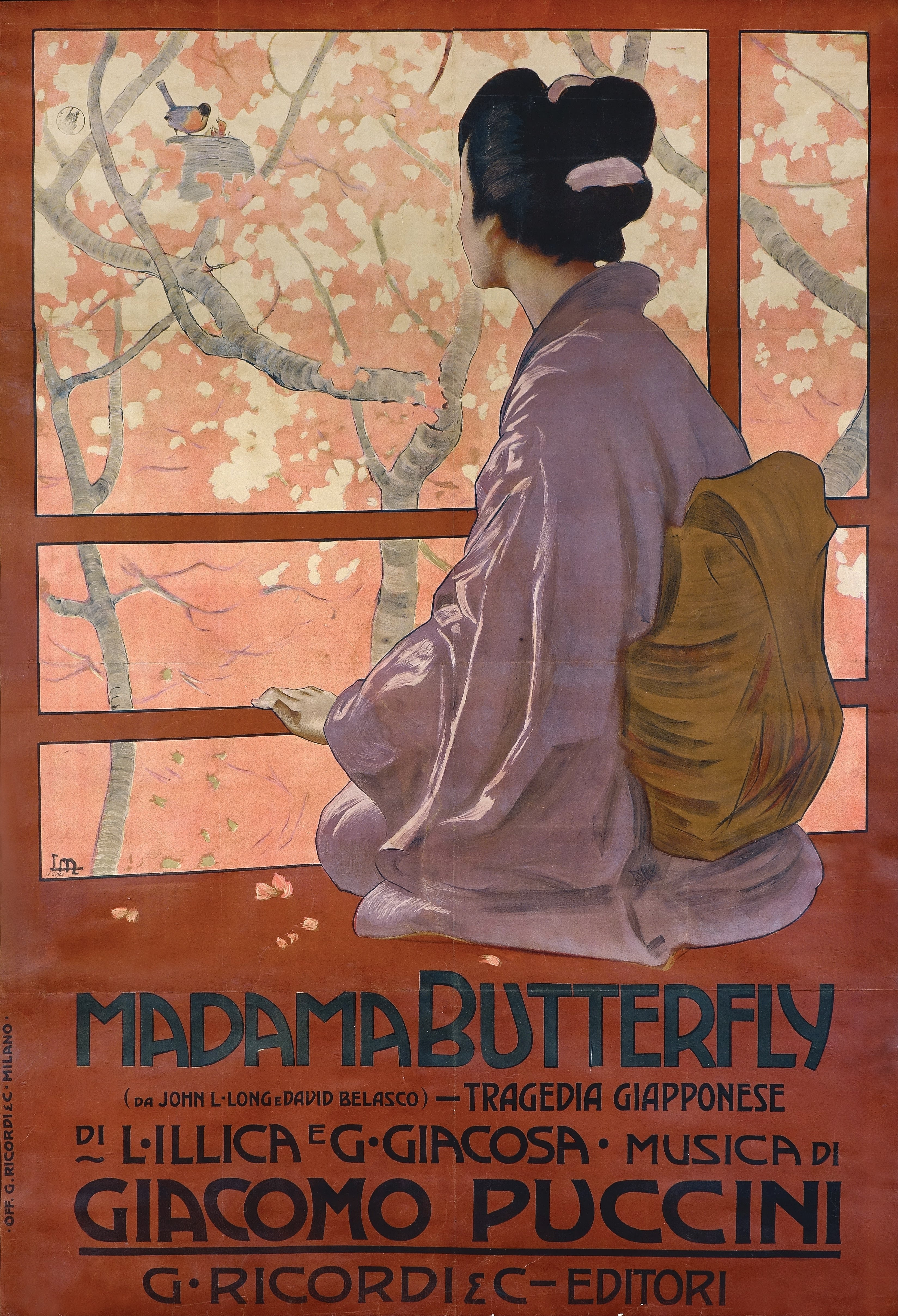
Locandina di Madama Butterfly del 1904

Un bel dì, vedremo è un'aria di Madama Butterfly di Giacomo Puccini. È intonata dalla protagonista, interpretata da un soprano, durante il secondo atto dell'opera. È il numero più famoso dell'opera ed è entrato nel repertorio di tutti i maggiori soprani.

## Il brano
Per il suo clima ispirato e particolare è la pagina che più si stacca da tutta la partitura; Puccini ha creato liricamente qui la verità di un personaggio che si distingue totalmente dalla "pittura" giapponese con cui è stata realizzata l'opera.
Cio-Cio-San (Butterfly), rivolgendosi alla cameriera Suzuki, immagina il giorno felice in cui Pinkerton, il suo sposo americano, farà ritorno a casa.
Un bel dì vedremo è un'aria-racconto anomala, in quanto gli eventi narrati non appartengono al passato, bensì sono la proiezione del desiderio del personaggio narrante. Drammaturgicamente costituisce il punto culminante di un'estesa scena a due tra la protagonista dell'opera e Suzuki, durante la quale Cio-Cio-San si sforza di illudere la cameriera e se stessa che il marito, partito per gli Stati Uniti tre anni prima, tornerà da lei. Le parole che la precedono immediatamente - «Ah, la fede ti manca! Senti» - fanno dell'aria, per l'appunto, una dichiarazione di fede.
I versi di Luigi Illica e Giuseppe Giacosa non presentano la regolarità tradizionalmente legata alla forma chiusa dell'aria. Sono versi endecasillabi, settenari e quinari liberamente alternati e in parte legati dalla rima. 
La condotta musicale è altrettanto irregolare. L'aria si articola infatti in brevi sezioni. La prima, otto battute in sol bemolle maggiore, è ripresa nella parte conclusiva, alle parole «[per non mo]rire al primo incontro», e di nuovo a tutta forza dall'orchestra come perorazione finale mentre - come prescrive la didascalia - «Butterfly e Suzuki si abbracciano commosse». Le prime otto battute sono state analizzate da Antonino Titone e portate ad esempio del metodo pucciniano di costruire le proprie melodie partendo da brevi cellule ritmico-intervallari.
Mentre la melodia iniziale si ascolta qui per la prima volta, la sezione centrale dell'aria ospita due dei molti leitmotiv di cui l'opera è intessuta. Il primo, che corrisponde alle parole «s'avvia per la collina», era stato udito per la prima volta nel duetto d'amore dell'atto I («ed in tavola infissa») e di qui in avanti sarà associato alla collina di Nagasaki. Il secondo, la melodia orchestrale abbinata alle parole «chiamerà Butterfly dalla lontana. Io senza dar risposta me ne starò nascosta», è associato alla promessa del marito di far ritorno a casa (atto II, Cio-Cio-San: «O Butterfly, piccina mogliettina, tornerò colle rose») e diventerà in seguito il tema del bambino nato dall'amore tra Cio-Cio-San e Pinkerton.
Il primo soprano a cantarla è stata, al debutto dell'opera il 17 febbraio 1904, Rosina Storchio, cantante all'apice della carriera e scelta con cura per le capacità interpretative, ammirata e sostenuta da Puccini stesso. Subito dopo il ruolo passò a Solomija Krušel'nyc'ka che prese parte al successo dell'opera alla sua seconda rappresentazione a Brescia nello stesso anno.
Altri grandi soprani che l'hanno interpretata sono state Geraldine Farrar, Licia Albanese, Victoria de los Ángeles, Maria Callas, Leontyne Price, Renata Scotto, Mirella Freni, Anna Moffo, Teresa Stratas, Martina Arroyo, Raina Kabaivanska, Catherine Malfitano, Daniela Dessì, Angela Gheorghiu, Kiri Te Kanawa e Renata Tebaldi.

## Citazioni
Il famoso verso Un po' per celia, un po' per non morire è stato ripreso da numerosi autori:
- l'autobiografia del celebre attore Ettore Petrolini, composta quando l'autore era già gravemente malato, si intitola Un po' per celia e un po' per non morir...
- Il cantautore Giorgio Gaber, nel suo brano Io non mi sento italiano tratto dall'album omonimo, lo cita così: Mi scusi Presidente / Lo so che non gioite / Se il grido "Italia, Italia" / C'è solo alle partite / Ma un po' per non morire / O forse un po' per celia / Abbiam fatto l'Europa / Facciamo anche l'Italia.
- Anche il musicologo Franco Carlo Ricci ha scelto di dare il titolo Un po' per celia, un po' per non morire... ad un suo libro di memorie e spunti poetici.

## Testo
[Senti.] Un bel dì, vedremo 

levarsi un fil di fumo 

sull'estremo confin del mare. 

E poi la nave appare 

Poi la nave bianca. 

Entra nel porto, romba il suo saluto. 

Vedi? È venuto! 

Io non gli scendo incontro, io no. Mi metto 

là sul ciglio del colle e aspetto, aspetto 

gran tempo e non mi pesa 

la lunga attesa. 

E... uscito dalla folla cittadina 

un uomo, un picciol punto 

s'avvia per la collina. 

Chi sarà? Chi sarà? 

E come sarà giunto 

che dirà? che dirà? 

Chiamerà Butterfly dalla lontana. 

Io senza dar risposta 

me ne starò nascosta 

un po' per celia, un po' per non morire 

al primo incontro, ed egli alquanto in pena 

chiamerà, chiamerà: 

«Piccina – mogliettina 

olezzo di verbena» 

i nomi che mi dava al suo venire. 

(a Suzuki) 

Tutto questo avverrà, te lo prometto. 

Tienti la tua paura. – Io con sicura 

fede lo aspetto.